# Data
 For alternative betydninger, se Data (flertydig). (Se også artikler, som begynder med Data)
Data henfører til en samling af information, som typisk er resultatet af erfaring, observation, eksperimenter eller en mængde af præmisser. Data kan bestå af tal, ord eller billeder – eller især målingen af en mængde variabler.

## Kvalitative data
Kvalitative data er en datatype, der fortæller om de fænomener, der ikke kan tælles og måles. Dataene bruges i kvalitativ analyse og indsamles ofte ved et kvalitativt forskningsinterview. De er detaljerede og giver dybde og helhedsforståelse af specifikke forhold og står ofte for sig selv. Der kan ikke uden videre generaliseres ud fra kvalitative data. Dataene bidrager ofte til udvikling af teorier og hypoteser. Kvalitative data er modsætningen til kvantitative data.

## Kvantitative data
Kvantitative data er data, man kan tælle eller måle. Det optræder samtidigt i en ensartet form og eventuelt i store mængder. De giver bredde og overblik. Et eksempel på kvantitative data er statistiske datasamlinger og registre.
| Programmering | Spire Denne artikel om datalogi eller et datalogi-relateret emne er en spire som bør udbygges. Du er velkommen til at hjælpe Wikipedia ved at udvide den. |